# Bernardo Acosta
Bernardo Acosta Miranda (né le 2 août 1944 à Asunción au Paraguay) est un joueur de football paraguayen, naturalisé ensuite espagnol, qui évoluait au poste d'attaquant.

## Biographie
Avec le club espagnol du FC Séville, il joue 86 matchs en première division, inscrivant 38 buts, et 82 matchs en deuxième division, marquant également 38 buts. Il réalise sa meilleure performance lors de la saison 1973-1974, où il inscrit 19 buts en D2.

## Palmarès
Lanús
- Championnat d'Argentine :
  - Meilleur buteur : 1967 (Metropolitano) (18 buts).